# بانک کیوتو
بانک کیوتو (انگلیسی: Bank of Kyoto) شرکت خدمات مالی و بانکداری ژاپنی است.